# 최상용
최상용(崔相龍, 1942년 3월 28일 ~)은 대한민국의 대학교수이다. 정치사상 분야의 석학이자, 일본 전문가로 꼽힌다.

## 경력
1942년 경상북도 경주에서 태어났다. 경주고등학교 졸업 이후 서울대학교 외교학과에서 학사 학위를 취득하고 일본 도쿄 대학교에서 정치학 석사와 박사과정을 마쳤다. 1973년 귀국해서 강단에 서기 이전에 북한을 다녀왔다는 조작된 혐의를 받아 당시 중앙정보부에서 고문을 받기도 했다. 2000년부터 2002년까지 주일대사를 역임했다. 2004년에는 열린우리당 공천심사위원장 겸 당무위원 등을 맡아 단 한건의 잡음도 없이 비례대표 40여명의 공천을 끝내 '미스터 클린'으로 회자되기도 했다. 2007년 고려대학교에서 정년 퇴임한 이후에는 같은 대학교 명예교수 등을 맡고 있다. 2010년부터는 일본 호세이 대학교에서 정의론과 평화사상, 중용철학 등을 가르쳤고 2012년부터는 같은 주제로 세이케이 대학에서 강의한다. 한편, 2007년 희망제작소 상임고문 등을 맡으면서 박원순, 안철수 등과 인연을 맺었으며,최장집 교수 등에 이어 정책네트워크 내일 이사장을 맡았었고 일부 언론들로부터 안철수의 멘토로 불리기도 했다.

## 저서
- 《중용의 정치사상》, 까치, 2012
- 《정치가 정도전》, 까치, 2007
- 《인간과 정치사상》, 인간사랑, 2002
- 《민족주의 평화 중용》, 까치, 2007
- 《평화의 정치사상》, 나남, 2006
- 《중용의 정치》, 나남, 2004
- 《일본 일본학》,오름, 1994
- 《미군정과 한국 민족주의》, 나남, 1989
- 《현대 평화사상의 이해》, 한길사, 1992

## 역대 선거 결과
|  | 38.5% |

|  | 23.68% |

|  | 28.39% |